# Le uova del drago
(Pietrangelo Buttafuoco, Le uova del drago, capitolo Nuova York, anno 1943 (e un antefatto in Baviera))
Le uova del drago è un romanzo dell’autore italiano Pietrangelo Buttafuoco pubblicato nel 2005, finalista al Premio Campiello nel 2006.
Il libro porta il sottotitolo Una storia vera al teatro dei pupi. Come specifica l'autore, molti personaggi portano i nomi delle marionette dell'Opera dei Pupi, per fare di questa storia vera un teatro.
Il libro ha costituito un "caso letterario" nel quale sono intervenuti anche esponenti delle varie parti politiche.

## Trama
Nel 1943 a New York vive, sotto il falso nome di Alice Rendell e la copertura del lavoro come impiegata in un'agenzia di assicurazioni, la venticinquenne spia tedesca Eughenia Lenbach, con nome in codice Ghez. Un sommergibile tedesco la preleva per portarla in Sicilia, dove sono da poco sbarcate le truppe angloamericane dopo essersi assicurate l'appoggio della mafia.
Dopo un tentativo di abboccamento con l'avvocato palermitano Carlo Magno, presso cui risiede sotto le mentite spoglie di maggiordomo il generale statunitense Robert J. Durindan, Eughenia si sposta nella parte di Sicilia ancora in mano alle forze dell'Asse, e assiste ad un combattimento nel quale il nobile siciliano Alì degli Aliminusa lotta valorosamente per difendere un ponte sul fiume Simeto.
Eughenia si stabilisce a Catania, spacciandosi per Delphine Cannavò, la vedova belga di un soldato italiano. Qui, alla festa di fidanzamento di Angelica la Bella, studentessa di chimica all'università, il professor Turi Orlando, precettore dei figli del console britannico e docente di mistica fascista, viene riconosciuto come spia dal tedesco Lud Klinkhammer e obbligato a fare il doppio gioco.
Dal campo di Capo Sunion, in Grecia, undici miliziani musulmani di varie nazionalità, sotto l'autorità del Gran Muftì di Gerusalemme, sono inviati in Sicilia: saranno le Uova del drago ai comandi dell'agente Ghez, con l'intermediazione del sacerdote cattolico don Angelo Ferraù.
Per evitare che gli Alleati in avanzata s'impossessino del tesoro di sant'Agata, Klinkhammer, d'accordo con l'arcivescovo Patanè lo fa trasferire in un luogo segreto.
Eughenia si reca per nave nel Lazio per recuperare alcuni dei miliziani assegnati ai suoi ordini e portarli con sé in Sicilia. Di ritorno a Catania, viene avvicinata dal militare italoamericano Tony Traina, che la smaschera ma viene prontamente eliminato.
Don Ferraù e alcuni musulmani intercettano una camionetta che porta alcuni militari italiani catturati dagli Alleati e liberano i prigionieri, ma tra questi solo il fervente fascista Ciccio Muscarà si unisce al loro gruppo per continuare a combattere.
Sfruttando l'occasione di un raduno di frati minori, sotto le cui mentite spoglie essi si presentano, gli undici musulmani e don Ferraù s'incontrano in un convento di Caltagirone per coordinare le azioni successive, tra le quali la distruzione di una zolfara che il Regno Unito intende usare come sito di stoccaggio per il petrolio.
Orlando, per adeguarsi al nuovo clima politico, si professa ora un convinto bolscevico e organizza una sorte di comune: tra le sue adepte ci sono l'amata Angelica e la sedicente vedova Cannavò, anch'essa iscritta al corso di chimica. In occasione di un viaggio a Palermo del professore, che deve incontrarsi coi suoi referenti britannici, Eughenia gli svela la sua vera identità, ricordandogli gli impegni che si è preso col Reich. Orlando incontra, in casa di Carlo Magno, il principe di Pietraperzia, che appoggia il Partito Comunista d'Italia, e l'avvocato Gano Maganza, esponente del Partito d'Azione. Al ritorno nella pensione nella quale alloggia con Angelica ed Eughenia viene pestato da uno sconosciuto, in realtà agli ordini di Ghez, che intende così spingere il colonnello del Regno Unito Bernard a fargli visita. Quest'ultimo abbocca e viene liquidato da due dei musulmani accorsi sul posto.
Sfruttando la comune appartenenza alla massoneria, Gano Maganza, divenuto sindaco provvisorio di Palermo, combina un affare con uno dei miliziani, il turco Gurga Merv, mercante di Istanbul. In cambio deve lasciare libero accesso ai sodali di quest'ultimo, che ne approfittano per avvelenare le riserve d'acqua degli alleati e intrufolatisi a Palazzo d'Orléans, per uccidere tre stretti collaboratori di Durindan prima di darsi alla fuga. Gunga Merv conduce i suoi compagni a casa di Maganza per passarvi la notte; l'avvocato dà loro ricetto ma teme che abbiano scoperto il suo doppio gioco e simula un attacco epilettico per salvarsi.
Nel marzo del 1944 Eughenia e il suo collaboratore Nazareno Agramante, spacciandosi per due sposini, si recano a Levanzo. L'agente Ghez coordina un'operazione che porta all'affondamento di due cacciatorpediniere statunitensi ad opera di sommergibili repubblichini. Rimessasi in contatto con la Tana del Lupo, viene a sapere che il suo corpo spionistico è stato sciolto.
Rimasta in Sicilia dopo la fine delle ostilità, Eughenia nel 1946 sposa un oculista e l'anno successivo viene ritrovata senza vita al margine di una strada, trafitta da colpi di arma da fuoco. Unico indizio è un cane bianco trovato nei paraggi, così come bianche sono le teste di cane trovate presso i cadaveri di molti dei miliziani musulmani, fatti uccidere dai sicari di Gano Maganza.

## Critica
Il romanzo è stato accolto in vario modo dal mondo letterario e politico italiano, quest'ultimo chiamatosi in causa per le implicazioni ideologiche dell'opera. Giuliano Ferrara, su Il Foglio, ne ha lodato l'originalità letteraria e la coraggiosa visione anticonformista dell'autore; queste opinioni sono state in gran parte condivise da Stenio Solinas su Il Giornale, che ne ha evidenziato anche i riferimenti teatrali (l'Opera dei Pupi citata in primis dall'autore), cinematografici (Franco Franchi, tra l'altro, è uno dei personaggi minori dell'opera) e letterari (dai poemi omerici alle opere di Italo Calvino sulla resistenza) e da Mario Bernardi Guardi su Il Tempo. Il commento di Enzo Di Mauro su il manifesto è del tutto negativo, sul piano sia ideologico (l’autore è considerato un fascista nostalgico) sia stilistico, in quanto il romanzo è definito “un dattiloscritto giovanile rifiutato qualche anno fa dagli editori e tenuto in caldo per l'epoca più propizia”; giudizi simili sono espressi da Andrea Cortellessa su Il Caffè Illustrato. Dario Olivero, su la Repubblica, lo considera invece un buon romanzo di cui apprezza la dimensione regionale siciliana, più che quella politica di destra.

## Edizioni
- Pietrangelo Buttafuoco, Le uova del drago: una storia vera al teatro dei pupi, Scrittori italiani e stranieri, Milano, Mondadori, 2005, ISBN 88-04-53536-9. Ospitato su archive.org.
- Pietrangelo Buttafuoco, Le uova del drago: una storia vera al teatro dei pupi, collana I Miti, Milano, Mondadori, 2007, ISBN 978-88-04-56705-9.
- Pietrangelo Buttafuoco, Le uova del drago: una storia vera al teatro dei pupi, collana Oscar Bestseller, Milano, Mondadori, 2009, ISBN 978-88-04-59511-3.
- Pietrangelo Buttafuoco, Le uova del drago: una storia vera al teatro dei pupi, collana I delfini, n. 7, Milano, La nave di Teseo, 2016, ISBN 978-88-93440-14-1.